# 神仙台駅
神仙台駅（シンソンデえき）は大韓民国釜山広域市南区にある、韓国鉄道公社（KORAIL）の駅。2015年5月29日以降は休止駅となっている。

## 接続する鉄道路線
韓国鉄道公社
牛岩線（貨物線）

## 歴史
- 1998年4月1日 - 開業。
- 2015年5月29日 - 貨物取扱中止[1]。

## 隣の駅
韓国鉄道公社
牛岩線
牛岩駅 - 神仙台駅